# Бровкина, Юлия Андреевна
Юлия Андреевна Бровкина (род. 31 мая 2001 года, Москва) — российская волейболистка, центральный блокирующий. Бронзовый призёр Кубка мира 2019 года. Чемпионка Европы 2017 года среди молодёжных команд. Бронзовый призёр чемпионата мира среди молодёжных команд. Кандидат в мастера спорта по волейболу.

## Биография
Юлия Андреевна Бровкина родилась 31 мая 2001 года в Москве. Родители сначала определили девочку в секцию фигурного катания, однако Юлия очень быстро набирала рост. Её заметили в школе тренеры и отвели в спортивную школу волейбола «Ника».
Начала свою карьеру в молодёжной команде московского «Динамо».
В 2017 году была приглашена для участия в чемпионате Европы среди молодёжи. Российская сборная победила на этом турнире, а волейболистки завоевали золотые медали.
Во взрослой клубной команде она дебютировала в 2018 году в составе калининградского «Локомотива».
С 2019 года привлекается в сборную России. Выходила на площадку в составе первой сборной на Кубке мира 2019 года, вместе с командой стала бронзовым призёром турнира.
С 2020 по 2021 год на правах аренды выступала за команду «Енисей».
Зимой 2025 года у Бровкиной случился конфликт с другим игроком «Локомотива» Эбрар Каракурт и перевод во вторую команду. Позже клуб «Заречье-Одинцово» выкупил контракт Бровкиной у «Локомотива», не дожидаясь окончания сезона.

## Достижения

### Со сборными
- Чемпионка Европы среди девушек 2017;
- Серебряный призёр чемпионата Европы 2018 года среди молодёжных команд;
- Бронзовый призёр чемпионата мира 2019 года среди молодёжных команд;
- Бронзовый призёр Кубка мира 2019 года.

### С клубами
- чемпионка России 2022;
  - 4-кратный серебряный (2019, 2020,  2023, 2024) и бронзовый (2025) призёр чемпионатов России.
- двукратный серебряный призёр розыгрышей Кубка России — 2021, 2022.
  - бронзовый призёр Кубка России 2025.